# Acusana aptera
Acusana aptera är en insektsart som beskrevs av Delong och Freytag 1966. Acusana aptera ingår i släktet Acusana och familjen dvärgstritar. Inga underarter finns listade i Catalogue of Life.